# Křižíkova světelná fontána
Křižíkova světelná fontána na pražském výstavišti je technická památka navržená slavným českým elektrotechnikem Františkem Křižíkem (1847–1941). Poprvé rozsvítila 24. května 1891 u příležitosti Jubilejní zemské výstavy. 

## Historie

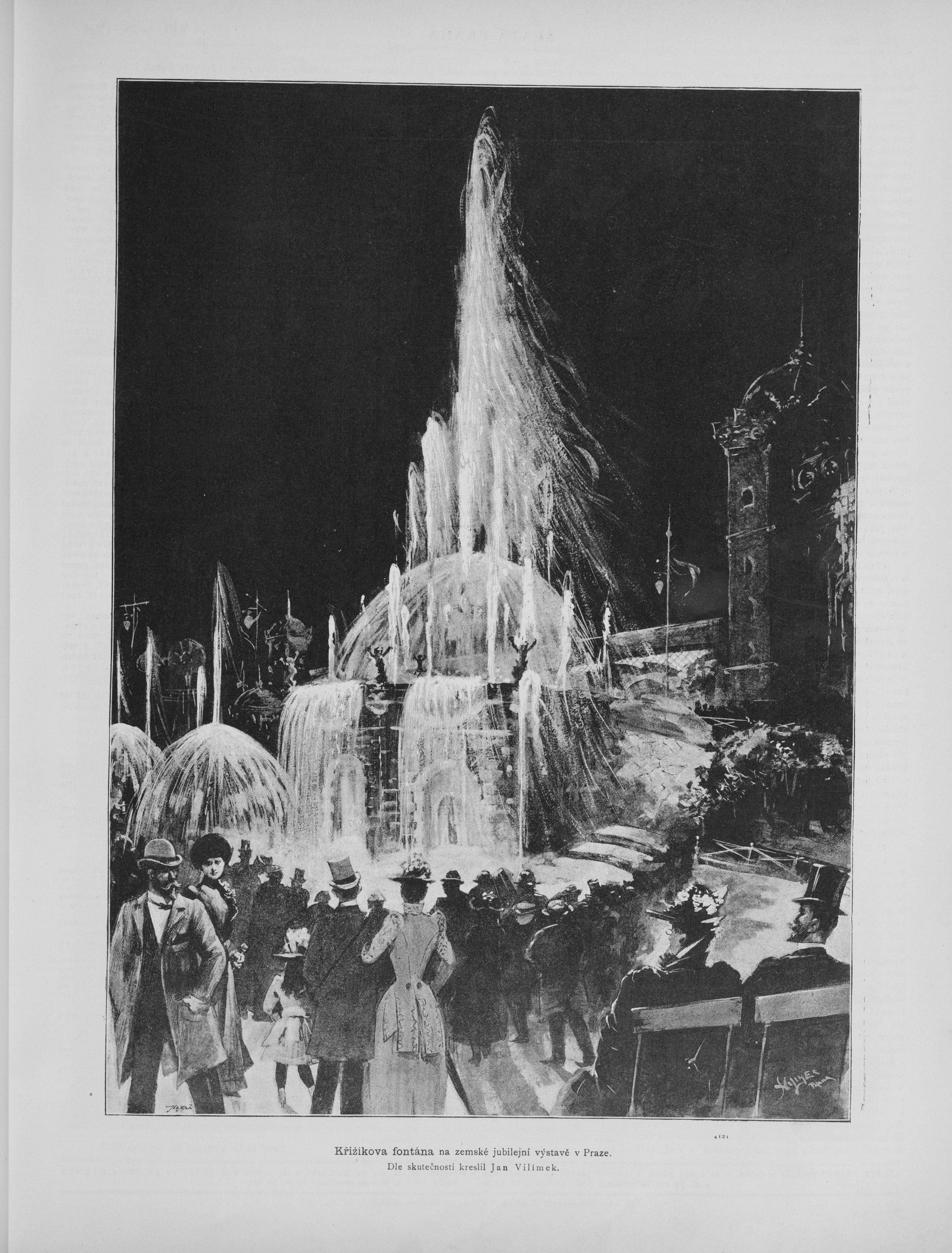
Fontána na kresbě Jana Vilímka z roku 1891

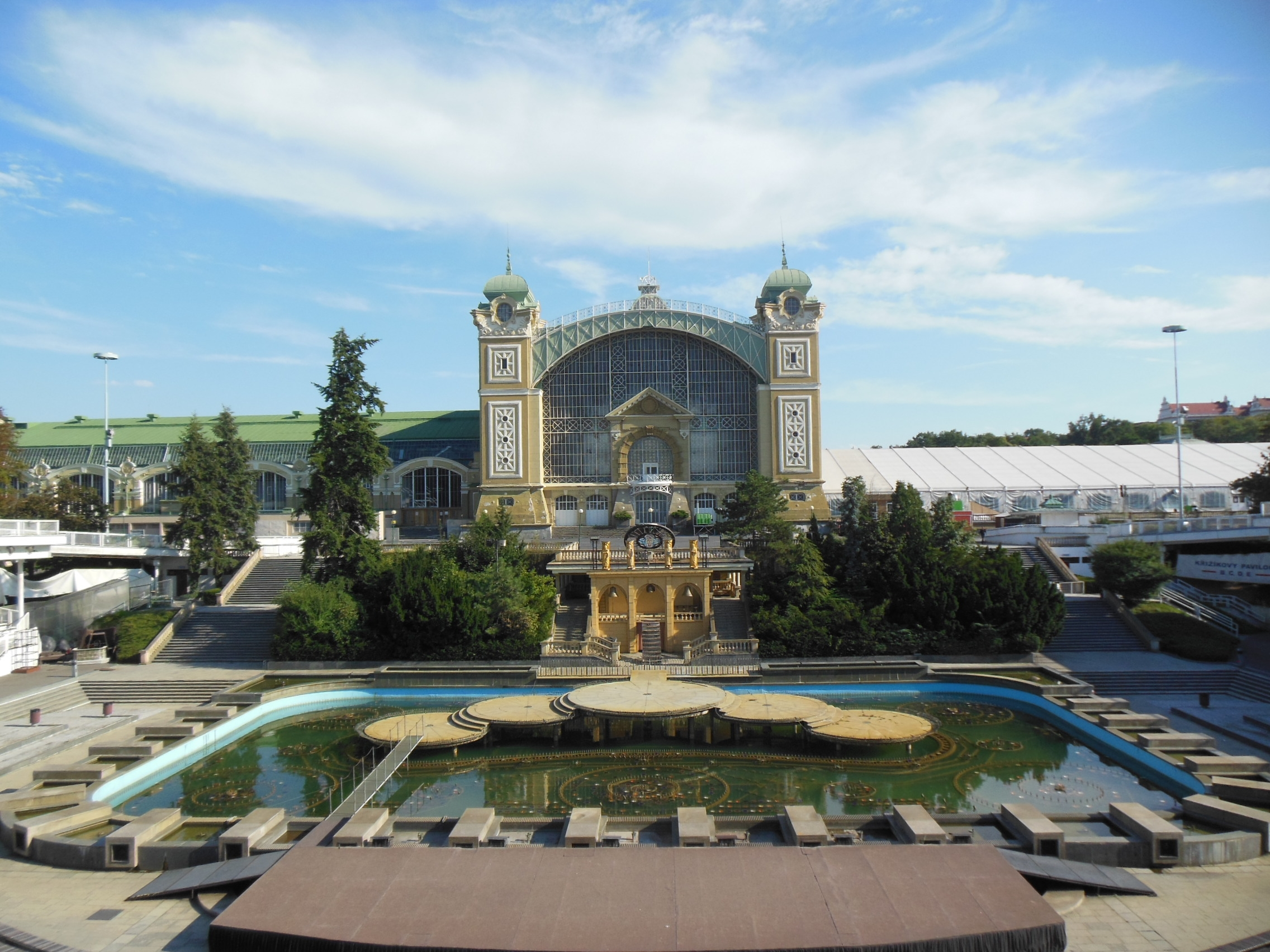
Křižíkova fontána a Průmyslový palác z hlediště

První práce začaly v říjnu roku 1890 a vznikly při nich pode dny bazénů prostory pro obsluhu včetně 150 metrů dlouhého průchodu k nedaleké strojovně, kde bylo kromě jiného umístěno i čerpadlo. Výstavba nadzemní části byla zahájena v únoru následujícího roku a skončila o tři měsíce později. Od 28. května 1891 se představení konalo každý večer.
Velkou rekonstrukcí prošla fontána v souvislosti s přestavbou Výstaviště pro Všeobecnou československou výstavu konanou v roce 1991. Kolem fontány vznikl amfiteátr pro více než 6 000 diváků.
V roce 2000 tu měl premiéru první původní muzikál pro Křižíkovu fontánu, Malá mořská víla. Ten se postupně stal nejdéle reprízovaným českým muzikálovým představením, uváděn byl 17 sezón v řadě do léta 2017, získal také ocenění Sisyfos.
V roce 2017 dostal provozovatel fontány výpověď a její obnova měla původně trvat několik let. Proti ukončení provozu fontány a za její znovuzprovoznění vznikla petice, požadující zachování více než 125 let staré kulturní památky.

## Technický popis
Dna dolního a horního bazénku tvořila silná skla, pod nimiž byly umístěny regulovatelné obloukovky s parabolickými reflektory z hliníkového plechu, které osvětlovaly proudy vody stříkající z trysek. V dolním bazénu bylo šest střiků osvětlováno šesti lampami, v bazénu bylo 16 lamp a 14 trysek rozmístěných ve dvou soustředných kruzích kolem jedné střední trysky. Vlastní osvětlení měly i tři vodopády tvořené vodou stékající z horního bazénu do dolního.
Voda stříkala až do výše několika desítek metrů a v záři světelných zdrojů bylo vidět až ze Starého Města. Aby se voda zabarvila, byla využívána různobarevná skla, která byla umístěna nad obloukovkami a vyměňovanými obsluhou v pravidelných intervalech. Veškeré osvětlovací zařízení pocházelo z dílen Křižíkova pražského závodu.